# 梅洛冰原島峰
72°21′S 165°3′E / 72.350°S 165.050°E
梅洛冰原島峰（英語：Mello Nunatak），是南極洲的冰原島峰，位於維多利亞地的彭內爾海岸，處於斯塔利山以東13公里，屬於弗賴貝格山脈的一部分，美國地質調查局根據測量和該國海軍的空中照片繪入地圖，現時由南極條約體系管理。